# Brasil en la Copa Mundial de Fútbol de 1994
La Copa Mundial de Fútbol de 1994 fue la decimocuarta vez vez que la Selección de fútbol de Brasil participó en una Copa del Mundo. Fue y sigue siendo el único país que participó en todas las ediciones del torneo FIFA.
El equipo fue dirigido por Carlos Alberto Parreira y el capitán era Dunga. Brasil se proclamó campeón después de 24 años, aislándose en ese momento como el equipo que más títulos mundiales había ganado.

## Clasificación

### Grupo B
| Equipo    | Pts | PJ | PG | PE | PP | GF | GC | Dif |
| --------- | --- | -- | -- | -- | -- | -- | -- | --- |
| Brasil    | 12  | 8  | 5  | 2  | 1  | 20 | 4  | 16  |
| Bolivia   | 11  | 8  | 5  | 1  | 2  | 22 | 11 | 11  |
| Uruguay   | 10  | 8  | 4  | 2  | 2  | 10 | 7  | 3   |
| Ecuador   | 5   | 8  | 1  | 3  | 4  | 7  | 7  | 0   |
| Venezuela | 2   | 8  | 1  | 0  | 7  | 4  | 34 | -30 |

| Fecha                    | Lugar          |           |                      | Resultado |                      |           |
| ------------------------ | -------------- | --------- | -------------------- | --------- | -------------------- | --------- |
| 18 de julio de 1993      | Guayaquil      | Ecuador   | Bandera de Ecuador   | 0:0       | Bandera de Brasil    | Brasil    |
| 25 de julio de 1993      | La Paz         | Bolivia   | Bandera de Bolivia   | 2:0 (0:0) | Bandera de Brasil    | Brasil    |
| 1 de agosto de 1993      | San Cristóbal  | Venezuela | Bandera de Venezuela | 1:5 (0:1) | Bandera de Brasil    | Brasil    |
| 15 de agosto de 1993     | Montevideo     | Uruguay   | Bandera de Uruguay   | 1:1 (0:1) | Bandera de Brasil    | Brasil    |
| 22 de agosto de 1993     | São Paulo      | Brasil    | Bandera de Brasil    | 2:0 (2:0) | Bandera de Ecuador   | Ecuador   |
| 29 de agosto de 1993     | Recife         | Brasil    | Bandera de Brasil    | 6:0 (5:0) | Bandera de Bolivia   | Bolivia   |
| 5 de septiembre de 1993  | Belo Horizonte | Brasil    | Bandera de Brasil    | 4:0 (3:0) | Bandera de Venezuela | Venezuela |
| 19 de septiembre de 1993 | Río de Janeiro | Brasil    | Bandera de Brasil    | 2:0 (0:0) | Bandera de Uruguay   | Uruguay   |

### Goleadores
| Jugador       | Goles | PJ |
| ------------- | ----- | -- |
| Bebeto        | 5     | 6  |
| Raí           | 3     | 5  |
| Ricardo Gomes | 3     | 5  |
| Branco        | 2     | 6  |
| Palhinha      | 2     | 6  |
| Romário       | 2     | 4  |
| Dunga         | 1     | 4  |
| Evair         | 1     | 4  |
| Müller        | 1     | 4  |

### Asistentes
| Jugador     | Asistencias | PJ |
| ----------- | ----------- | -- |
| Zinho       | 4           | 6  |
| Bebeto      | 3           | 5  |
| Mauro Silva | 2           | 5  |
| Branco      | 1           | 6  |
| Müller      | 1           | 6  |
| Jorginho    | 1           | 4  |
| Dunga       | 1           | 4  |
| Valdeir     | 1           | 4  |

## Preparación para la Copa del Mundo
Brasil comenzó el ciclo mundialista dirigido por Paulo Falcão en un intento de repetir lo que la Selección de fútbol de Alemania había hecho con Franz Beckenbauer en la Copa Mundial de Fútbol de 1990: contratar a un joven exjugador como entrenador. La mala actuación de Brasil en la Copa América 1991 provocó la destitución de Falcão y su sustitución por Carlos Alberto Parreira. Parreira llevó un equipo alternativo a la Copa América 1993. Zagallo, que ganó la Copa del Mundo en 1970, era segundo entrenador.
En las eliminatorias, Brasil tuvo un mal comienzo, empatando con Ecuador en Quito y perdiendo con Bolivia en La Paz, la primera derrota de Brasil en la historia de las eliminatorias. Para el tercer partido de la competición, Parreira recuperó al centrocampista Dunga, que había sido criticado por su actuación en el Mundial de Italia. Los brasileños se recuperaron con una victoria sobre Venezuela en San Cristóbal, pero luego otro empate contra Uruguay en Montevideo. Romário, figura del Barcelona, no fue convocado a Brasil por ser considerado indisciplinado y problemático. Romário había sido convocado para un amistoso contra Alemania en 1992, pero se quejó por quedarse en el banquillo. "Es un alborotador y tiene antecedentes. He tomado una decisión. Brasil ganó tres veces el Mundial porque supo trabajar unido. Claro que había talento, pero la unidad fue un factor fundamental en esos logros. Romário casi acaba con nuestro trabajo en sólo tres días. Romário debería haber dicho en la conversación que se creía el titular. Lo que hizo fue infantil, porque intentó poner a la afición en nuestra contra", declaró Zagallo tras el partido.
En el último partido, contra Uruguay en Maracanã, Brasil necesitaba ganar, y Romário fue finalmente convocado. Antes del partido, la cadena de televisión británica BBC propuso que Barbosa, portero del Maracanazo, acudiera al centro de entrenamiento de la selección brasileña en Teresópolis para grabar una entrevista entre el ex guardameta y el entonces portero titular, Taffarel. El encuentro, sin embargo, fue vetado por Parreira: "Lo prohibí de verdad. No quiero ningún contacto con Barbosa ni con ningún jugador del pasado. No aporta nada."
Romário marcó los dos goles que dieron la clasificación a Brasil.

## Convocatoria
Originalmente, Mozer, Ricardo Rocha y Ricardo Gomes y Márcio Santos eran los centrales convocados por Carlos Alberto Parreira. Aproximadamente un mes antes del Mundial, Mozer fue descartado debido a una hepatitis y sustituido por Aldair. Ricardo Gomes también fue prescindido tras sufrir una distensión en los isquiotibiales durante un amistoso en vísperas del Mundial, dejando paso a Ronaldão.
Ricardo Rocha se lesionó en su debut, pero permaneció con el grupo. El jugador declaró más tarde: "El otro día me hicieron una resonancia magnética y pensé que me iban a cortar. Porque es imposible que me quede. Podía estar bien para el último partido y los jugadores me llamaron, junto con Parreira, y me dijeron: 'Te quedas'. Y me asusté. Creo que es la primera vez que digo eso. Les dije: "Chicos, tenemos tres centrales (Aldair, Márcio Santos y Ronaldão). Si se lesiona otro, sólo tendremos dos". Era el comienzo del Mundial. Así que es imposible que estés en una situación que pueda ponerte en peligro. Me dijeron: "No, tú eras importante y te quedarás. Si hace falta, Dunga irá a por un central, Mauro Silva... Si no hay otro central, claro, pero te queremos". Lloré mucho cuando tuve la lesión, porque me había preparado mucho para este Mundial, que era el último. Pero pasa lo que pasa, los jugadores volvieron a hablar conmigo. Romário me llamó, Parreira me llamó. Y el otro día me desperté siendo un "Ricardo diferente". Si no puedo ayudar en el campo, haré todo lo que pueda fuera de él".
Poco antes de su debut, Parreira acordó su incorporación al Valencia. Según declaró su representante, Fernando Roig, a Folha el 2 de junio de 1994: "El fin de semana acordé un precontrato con el representante del entrenador, lo que significa que estoy a mitad de camino. (...) También acordamos un trato con el preparador [físico], que fue recomendado por Parreira."

## Campaña en la Copa del Mundo
En el primer partido, Brasil se impuso a la Rusia por 2-0. Ricardo Rocha abandonó el partido a los 20 minutos. Según Folha de S.Paulo, "El entrenador de la selección brasileña, Carlos Alberto Parreira, cumplió casi por completo sus previsiones. El ataque, el mediocampo y la defensa funcionaron. La única razón por la que la prueba no fue completa fue porque Rusia, excepto al principio del partido y a mediados de la segunda parte, fue dominada por completo. Los centrocampistas Raí y Zinho dejaron de estar pegados a los costados del campo como "asesores" de los laterales Jorginho y Leonardo. Al contrario, se movieron por todo el campo".
Contra la Camerún, otra victoria, por 3-0. Telê Santana analizó: "Fue una buena victoria, pero podría haber sido mejor. La selección brasileña no rindió tan bien como en el primer partido, contra Rusia, cuando lo normal habría sido exactamente lo contrario, ya que nuestros jugadores estaban libres de los nervios del estreno. Bien mirado, Camerún no entró ni una sola vez en el área brasileña en toda la primera parte. Y su defensa no era precisamente sólida. Entonces, ¿por qué tantos hombres atrás? ¿Por qué Mauro Silva y Dunga en la punta de la defensa y Zinho y Raí en el mediocampo? Nos enfrentábamos a un rival que nos permitía dejar jugar más a Dunga y sacar a Raí y Zinho a las bandas".
En el tercer partido, Brasil y la Suecia empataron 1-1. Fue el primer partido de la selección brasileña en un estadio cubierto en su historia. Las mayores críticas fueron la lentitud y la falta de movilidad de Brasil. Matinas Suzuki Jr.: "Además, la formación ideada por Parreira Copa es muy previsible: Raí en un lado, Zinho en el otro, los laterales intentando avanzar. Todos los entrenadores rivales lo han trabajado".
Brasil y Estados Unidos jugaron en San Francisco el 4 de julio, aniversario de la independencia americana, ante casi 85.000 espectadores. Brasil ganó 1-0, con gol de Bebeto en una jugada inusual en la que recibió un pase de Romário. El partido se vio empañado por el codazo de Leonardo a Tab Ramos, que no sólo supuso la expulsión del central para el resto del Mundial, sino que también causó daños físicos al jugador estadounidense, que sólo se recuperó definitivamente en diciembre, cuando volvió a jugar con su club de entonces, el Betis. Matinas Suzuki Jr. criticó: "Fue una victoria de un juego mediocre y sin imaginación. Fue fútbol sin personalidad y mediocre". Telê Santana analizó: "Tenemos que dar más libertad a los hombres de en frente de Mauro Silva. Nuestra defensa jugó bien y no tuvo problemas. Así que no hay necesidad de establecer barreras defensivas contra equipos como los estadounidenses".
En cuartos de final, Brasil se enfrentó a Holanda. Una victoria por 3-2, decidida por un tiro libre raso de Branco, metió a Brasil en semifinales. Telê Santana analizó: "Ha sido el mejor partido del Mundial hasta ahora. Y lo que es más importante, ha sido el mejor partido que Brasil ha jugado en Estados Unidos. Se puede decir cualquier cosa de este equipo, excepto que no lucha, no se compromete, no tiene corazón. Gran parte de lo que hemos hecho hasta ahora se debe al entusiasmo de los jugadores".
En semifinales, se enfrentó de nuevo a Suecia, que ya le había ganado en la primera ronda. Brasil se impuso por 1-0, con un gol de cabeza de Romário a través de una defensa sueca formada por jugadores mucho más altos. Johan Cruijff lo elogió: "Sin duda, el partido Brasil-Suecia fue, futbolísticamente hablando, el mejor jugado por la selección brasileña sobre el terreno de juego en Estados Unidos. No fueron los suecos quienes cerraron el marcador. Fueron los "canarinhos" quienes los arrinconaron, quienes agotaron en 90 minutos la fuerza física de un equipo perfectamente organizado. Brasil tuvo la cualidad indiscutible de dominar siempre, de controlar el partido en todo momento, de impedir que los suecos metieran las narices más allá de su mitad de campo. Y, lo que es más encomiable, fue un dominio que creó peligro, que propició ocasiones de gol. El hecho de que Brasil sólo marcara a diez minutos del final no fue más que una broma." El presidente de la UEFA, Lennart Johansson, acusó al presidente de la FIFA, João Havelange, de favorecer a Brasil. Según Johansson, Havelange le habría presionado para cambiar al árbitro que pitó el encuentro: "El árbitro fue cambiado en el último segundo por un sudamericano (el colombiano José Joaquín Torres) que mostró la tarjeta roja a Jonas Thern. Fue extraño. No niego que la entrada de Thern mereciera la tarjeta amarilla, pero no la roja. Esa decisión influyó en el partido. Thern era el capitán y sin él el partido no era el mismo".
Volviendo a una final de la Copa del Mundo después de 24 años, Brasil se enfrentó a Italia, el mismo rival de la final de 1970. El centrocampista Zinho jugó más atrás contra Italia que contra Suecia en semifinales. El seleccionador Carlos Alberto Parreira decidió cambiar porque pensaba que los italianos eran más peligrosos que los suecos. Parreira: "Vamos a jugar de otra manera porque no podemos exponernos ante un rival fuerte, con jugadores rápidos y habilidosos". Zinho fue apodado "Zinho Enceradeira" ("Zinho Pulidora") por los cómicos del grupo Casseta & Planeta debido a la falta de objetividad del mediocampista. El apodo fue muy utilizado por el narrador Galvão Bueno durante las transmisiones de los partidos de Brasil en la TV Globo. Galvão se disculpó en 2023.
Con veintidós disparos a la portería de Gianluca Pagliuca, contra seis de su rival, el equipo brasileño creyó en la victoria hasta la prórroga, cuando Parreira sustituyó a Zinho por Viola, un auténtico delantero. Romário desperdició un balón bajo palos. Después de 120 minutos, el partido terminó 0-0, lo que significaba que el Mundial se decidiría en los penaltis por primera vez en la historia. En la tanda de penaltis, 3-2 para Brasil.
Johan Cruijff se quejó: "Una final sin goles es lo peor para el espectáculo. Una final que termina en una tanda de penaltis después de que ninguno de los dos equipos haya sido capaz de marcar un solo gol es en sí misma el peor castigo para el espectáculo (...) El partido fue malo y no tiene sentido poner la excusa de que casi nunca se ve buen fútbol en una final. Lo que ocurrió fue que Brasil jugó demasiado preocupado por sus rivales y en ningún momento fue capaz de imponer su dominio del balón". Los jugadores se quejaron del calor de 40 C en que se disputó la final, programada a esa hora por intereses comerciales. Tostão reflexionó: "El equipo de 1994, dirigido por Parreira, no fascinaba, pero era muy fuerte, individual y colectivamente. No atraía tanto porque jugaba al estilo inglés de la época, con dos líneas rígidas de cuatro, espalda contra espalda, y dos delanteros. En Brasil, ningún equipo jugaba así. Se consideraba un estilo defensivo. Como los dos mediocampistas jugaban muy atrás y los dos volantes eran muy abiertos, con funciones defensivas, los delanteros Bebeto y Romário quedaban aislados. El equipo dependía mucho de los contraataques y de las jugadas a balón parado. Por otro lado, a día de hoy, ésta es la forma defensiva más eficaz de jugar, porque los cuatro defensas están protegidos por cuatro centrocampistas".
De regreso a Brasil, una serie de reportajes en el diario Folha de S.Paulo dieron origen al episodio conocido como el "vuelo da muamba". El avión, que había salido de Brasil con 3,4 toneladas de equipaje, regresó con 14,4 toneladas, según datos de la Secretaría de Ingresos Federales. El caso más famoso fue el del Branco, que llevaba en su equipaje una cocina completa, valorada en 18.000 dólares. El límite legal era de 500 US$ por persona. Ricardo Teixeira fue acusado de aprovechar la ocasión para introducir de contrabando equipamiento para el bar El Turf, que posee en Río. La CBF acusó al entonces secretario de la Receita Federal do Brasil, Osiris de Azevedo Lopes Filho de querer "aparecer". Fue él quien ordenó registrar el equipaje de toda la delegación, lo que retrasaría el desfile por las calles. Osiris de Azevedo Lopes Filho dirigió la Receita Federal do Brasil entre 1993 y 1994, durante el gobierno del expresidente Itamar Franco, y consiguió aumentar la recaudación de impuestos en un 50% durante este período, sin aumentar la presión fiscal. Osiris perseguía a las personas que poseían bienes como yates y aviones y los cotejaba con sus ingresos declarados. El Servicio de Impuestos Internos dejó de recaudar al menos un millón de dólares en impuestos. El caso provocó la dimisión de Osiris de Azevedo Lopes Filho. El caso contó con la aprobación del entonces ministro de Hacienda, Rubens Ricupero.

## Jugadores
| #  | Nac | Nombre                  | Posición       | Club                   |
| -- | --- | ----------------------- | -------------- | ---------------------- |
| 1  |     | Cláudio Taffarel        | Portero        | Reggiana               |
| 2  |     | Jorginho                | Defensa        | Bayern de Múnich       |
| 3  |     | Ricardo Rocha           | Defensa        | Vasco da Gama          |
| 4  |     | Ronaldão                | Defensa        | Shimizu S-Pulse        |
| 5  |     | Mauro Silva             | Mediocampista  | Deportivo de La Coruña |
| 6  |     | Branco                  | Defensa        | Fluminense             |
| 7  |     | Bebeto                  | Delantero      | Deportivo de La Coruña |
| 8  |     | Dunga                   | Mediocampista  | Stuttgart              |
| 9  |     | Zinho                   | Centrocampista | Palmeiras              |
| 10 |     | Raí                     | Mediocampista  | Paris Saint-Germain    |
| 11 |     | Romário                 | Delantero      | FC Barcelona           |
| 12 |     | Zetti                   | Portero        | São Paulo              |
| 13 |     | Aldair                  | Defensa        | AS Roma                |
| 14 |     | Cafú                    | Defensa        | São Paulo              |
| 15 |     | Márcio Santos           | Defensa        | Girondins de Bordeaux  |
| 16 |     | Leonardo                | Mediocampista  | São Paulo              |
| 17 |     | Mazinho                 | Mediocampista  | Palmeiras              |
| 18 |     | Paulo Sergio            | Delantero      | Bayer Leverkusen       |
| 19 |     | Müller                  | Delantero      | São Paulo              |
| 20 |     | Ronaldo                 | Delantero      | Cruzeiro               |
| 21 |     | Viola                   | Delantero      | Corinthians            |
| 22 |     | Gilmar Rinaldi          | Portero        | Flamengo               |
| DT |     | Carlos Alberto Parreira |                |                        |

## Participación

### Grupo B
| Equipo  | Pts | PJ | PG | PE | PP | GF | GC | Dif |
| ------- | --- | -- | -- | -- | -- | -- | -- | --- |
| Brasil  | 7   | 3  | 2  | 1  | 0  | 6  | 1  | 5   |
| Suecia  | 5   | 3  | 1  | 2  | 0  | 6  | 4  | 1   |
| Rusia   | 3   | 3  | 1  | 0  | 2  | 7  | 6  | 1   |
| Camerún | 1   | 3  | 0  | 1  | 2  | 3  | 11 | -8  |

| 20 de junio de 1994, 13:00 PDT | Brasil                       | 2:0 (1:0) | Rusia | Stanford Stadium, San Francisco                                      |                                                                      |
|                                | Romário 26' · Raí 52' (pen.) | Reporte   |       | Asistencia: 81.061 espectadores Árbitro(s): Lim Kee Chong (Mauricio) | Asistencia: 81.061 espectadores Árbitro(s): Lim Kee Chong (Mauricio) |

| 24 de junio de 1994, 13:00 PDT | Brasil                                       | 3:0 (1:0) | Camerún | Stanford Stadium, San Francisco                                           |                                                                           |
|                                | Romário 39' · Márcio Santos 66' · Bebeto 73' | Reporte   |         | Asistencia: 83.401 espectadores Árbitro(s): Arturo Brizio Carter (México) | Asistencia: 83.401 espectadores Árbitro(s): Arturo Brizio Carter (México) |

| 28 de junio de 1994, 16:00 EDT | Brasil      | 1:1 (0:1) | Suecia           | Pontiac Silverdome, Detroit                                       |                                                                   |
|                                | Romário 46' | Reporte   | K. Andersson 23' | Asistencia: 77.217 espectadores Árbitro(s): Sándor Puhl (Hungría) | Asistencia: 77.217 espectadores Árbitro(s): Sándor Puhl (Hungría) |

### Octavos de final
| 4 de julio de 1994, 12:30 PDT | Brasil     | 1:0 (0:0) | Estados Unidos | Stanford Stadium, San Francisco                                    |                                                                    |
|                               | Bebeto 72' | Reporte   |                | Asistencia: 84.147 espectadores Árbitro(s): Joël Quiniou (Francia) | Asistencia: 84.147 espectadores Árbitro(s): Joël Quiniou (Francia) |

### Cuartos de final
| 9 de julio de 1994, 14:30 CDT | Brasil                                | 3:2 (0:0) | Países Bajos              | Estadio Cotton Bowl, Dallas                                              |                                                                          |
|                               | Romário 53' · Bebeto 63' · Branco 81' | Reporte   | Bergkamp 64' · Winter 76' | Asistencia: 63.500 espectadores Árbitro(s): Rodrigo Badilla (Costa Rica) | Asistencia: 63.500 espectadores Árbitro(s): Rodrigo Badilla (Costa Rica) |

### Semifinales
| 13 de julio de 1994, 16:30 PDT | Suecia | 0:1 (0:0) | Brasil      | Rose Bowl, Los Ángeles                                                    |                                                                           |
|                                |        | Reporte   | Romário 80' | Asistencia: 91.856 espectadores Árbitro(s): José Torres Cadena (Colombia) | Asistencia: 91.856 espectadores Árbitro(s): José Torres Cadena (Colombia) |

### Final
| 17 de julio de 1994 | Brasil                                   | 0:0 (t. s.)(3:2 p.)        | Italia                                           | Rose Bowl, 12:30 PDT, Los Ángeles                                 |                                                                   |
|                     |                                          | Reporte                    |                                                  | Asistencia: 94.194 espectadores Árbitro(s): Sándor Puhl (Hungría) | Asistencia: 94.194 espectadores Árbitro(s): Sándor Puhl (Hungría) |
|                     |                                          | Tiros desde el punto penal |                                                  |                                                                   |                                                                   |
|                     | Márcio Santos · Romário · Branco · Dunga |                            | Baresi · Albertini · Evani · Massaro · R. Baggio |                                                                   |                                                                   |

## Goleadores[18]
5 goals
- Romário

3 goals
- Bebeto

1 gol
- Branco
- Márcio Santos
- Raí

## Asistentes[18]
2 Asistencia
- Bebeto
- Jorginho

1 Asistencia
- Branco
- Dunga
- Romário
- Zinho